# Smaragd varánusz
A smaragd varánusz vagy smaragdzöld varánusz (Varanus prasinus) a hüllők (Reptilia) osztályába pikkelyes hüllők (Squamata) rendjébe és a varánuszfélék (Varanidae) családjába tartozó faj.

## Előfordulása
Új-Guineában és Ausztráliában honos, de terráriumokban szerte a világon tartják.

## Megjelenése
Kapaszkodó farkával együtt 65–85 centiméter hosszú. A színe majdnem mindenütt zöld, csak a torka sárgás.
|  |

## Életmódja, élőhelye
Eredetileg esőerdők és mangroveerdők lakója. Nappal jár tápláléka után, ami lehet bármi a rovaroktól a tojáson át a madárfiókákig. Ideje nagy részét az ágakon tölti.

## Szaporodása
A nőstény 2-5 tojást rak, amik 165-190 nap alatt kelnek ki. A fiatal állatok kelésük után rögtön önállóan vadászni indulnak.

## Tartása
A párás (65–85%), meleg levegőt (nappal 26–30 °C, éjjel 20–22 °C) kedveli. A terrárium mérete legalább 80 cm × 50 cm × 100 cm legyen; a talaj lehet fakéreg, föld vagy granulált agyag. Tegyünk bele sok mindent, amin mászkálhat: ágat, fatönköt és trópusi növényeket, például epifitákat, páfrányokat. Legyen olyan helye, ahol sütkérezhet.